# Леднево (платформа)
Леднево — остановочный пункт / пассажирская платформа однопутной неэлектрифицированной линии Бельково-Иваново Ярославского региона Северной железной дороги, расположенный на территории Красносельского сельского поселения Юрьев-Польского района Владимирской области. Назван по расположенной в 3 км к юго-западу от остановочного пункта деревне Леднево.
Остановочный пункт имеет одну боковую низкую платформу. Турникетов, вокзала и касс нет. Посадка и высадка пассажиров на (из) поезда пригородного и местного сообщения. Прием и выдача багажа не производятся.

## Дальнее сообщение
Поезда дальнего следования на платформе остановки не имеют.

## Пригородное сообщение
На платформе имеет остановку рельсовый автобус Иваново — Александров (по состоянию на май 2023 года — 1 пара поездов в сутки ежедневно), и рельсовый автобус Юрьев-Польский — Иваново (1 пара поездов в сутки, утром на Иваново, вечером из Иваново). Время движения от станции Александров составляет 2 часа 11 минут по отдельным летним дням в расписании - 2 часа 46 минут, до Александрова - 2 часа 6 минут; от станции Иваново - от 2 часов 1 минуты до 3 часов 1 минуты, до станции Иваново - от 2 часа 2 минут до 2 часов 10 минут (в зависимости от поезда и дня расписания).
- Расписание пригородных поездов. Яндекс.Расписания.

## Ближайшие населенные пункты
Платформа Леднево расположена в лесу на территории Красносельского сельского поселения Юрьев-Польского района Владимирской области. У платформы был маленький пристанционный посёлок Леднево. Проезд к платформе с южной стороны возможен по полевой дороге, ближайший населенный пункт находится в 1,7 км. к югу от платформы — это деревня Красная Горка. Само село Леднево расположена в 3 км к юго-западу от платформы. В 800 метрах к северо-востоку через лес от платформы расположено СНТ Дачное.